# Karl Steinhart (Philologe)
Karl Heinrich August Steinhart (* 11. August 1801 in Dobbrun in der Altmark; † 9. August 1872 in Kösen) war ein deutscher klassischer Philologe.

## Leben
Karl Steinhart war der Sohn des in Dobbrun tätigen Pastors Heinrich Christoph Steinhart, der sich auch als Regionalhistoriker der Altmark und als Literat bekannt gemacht hatte. Aufgrund des frühen Todes des Vaters im Jahr 1810 war Steinhart während seiner Ausbildung auf Gönner und Förderer angewiesen. Er besuchte zunächst die Schule in Osterburg, dann ab Ostern 1812 das Gymnasium in Helmstedt, wo er eine lebenslange Freundschaft mit August Heinrich Hoffmann von Fallersleben begründete. Von 1815 bis 1819 ermöglichte ihm der Verleger Gräfe in Berlin den Besuch des Berlinischen Gymnasiums zum Grauen Kloster bis zum Abitur. Sodann nahm er an der Universität Halle das Studium zunächst der Theologie, später der Philologie auf. 1822 wurde er in Halle zum Dr. phil. promoviert. Zurück in Berlin ging Steinhart an das Pädagogische Seminar für gelehrte Schulen unter August Boeckh und wurde gleichzeitig Hilfslehrer an seiner alten Schule, dem Grauen Kloster. Ungefähr zur Zeit seiner Rückkehr nach Berlin wurde er 1821 Mitglied des Corps Marchia Berlin.
Wenig später wurde er Ostern 1824 als Adjunct an die Landesschule Pforta berufen und 1831 dort Professor. In Pforta blieb er bis 1866 und unterrichtete 42 Jahre lang im Schwerpunkt Hebräisch und Griechisch. 1848 war er einer der Redner auf der Volksversammlung in Kösen, einer politischen Großveranstaltung in Form einer Kundgebung der konstitutionellen Vereine, die in der Buchenhalle stattfand.
Zu seinen Schülern gehörten unter anderem Friedrich Nietzsche, und Herbert Viktor Anton Pernice, welcher ihm das Stück Die Frösche des Aristophanes widmete.
Seine wissenschaftliche Arbeit und sein Unterricht prägten die Landesschule Pforta während dieser Zeit maßgeblich. Ostern 1866 schied Steinhart aus dem Schuldienst aus und wurde ordentlicher Professor der klassischen Philologie an der Universität Halle. Der Schwerpunkt seiner wissenschaftlichen Arbeit lag in der griechischen Philosophie, insbesondere Platos. Für die Platon Übersetzung seines Kollegen am Domgymnasium Naumburg Hieronymus Müller schrieb er die Einleitungen und abschließend nach Erscheinen der acht Bände eine Biographie Platos, die erst 1873 nach seinem Tode veröffentlicht wurde.
Im Ehrenamt war Steinhart Mitglied des Provinzialvorstandes der Gustav-Adolf-Stiftung. Als Politiker wurde er 1869 zum Mitglied des Abgeordnetenhauses gewählt, dem er bis 1870 angehörte.
1871 erkrankte er schwer und zog deshalb im Mai 1872 in den Kurort Kösen, wo er am 9. August verstarb. Steinhart wurde auf dem Friedhof in Schulpforte begraben.

## Werke
- De ratione, qua novi testamenti scriptores in explicando vetere testamento usi sint. Dissertation, Halle 1822.
- Über die Dialektik Plotins. 1829.
- Meletemata Plotiniana. Halle (Saale) 1840. Digitalisat
- Hegel und sein Werk, Naumburg 1841 Digitalisat
- Prolegomena ad Philebum. 1843.
- Einleitungen zu allen Dialogen Platos. 1850–1866.
- Das Leben Platos. Postmortem 1873.

Daneben veröffentlichte er zahlreiche Kleinschriften in Form von gedruckten Vorlesungen und Beiträgen zu Zeitschriften und Sammelwerken wie dem „Ur“-Pauly.